# Cattleya intermedia
Cattleya intermedia là một loài phong lan. Số nhiễm sắc thể lưỡng bội của C. intermedia đã được xác định là 2n = 40.